# Yuccamyces purpureus
Yuccamyces purpureus är en svampart som beskrevs av Gour, Dyko & B. Sutton 1979. Yuccamyces purpureus ingår i släktet Yuccamyces, divisionen sporsäcksvampar och riket svampar.   Inga underarter finns listade i Catalogue of Life.